# Les Années 90 (Les Simpson)
Pour les articles homonymes, voir Les Années 90 et That '90s Show.
Les Années 90, That '90's Show en version originale, est le 11e épisode de la saison 19 de la série télévisée Les Simpson.

## Synopsis
La famille Simpson gèle chez elle car Homer a refusé de payer la facture de chauffage. Bart prend une boîte et s'apprête à la jeter au feu mais Marge l'en empêche car elle contient des documents la concernant. Homer et Marge expliquent alors qu'à minima en 1993, Homer tentait de percer dans la chanson avec Lenny, Carl et Lou, tandis que Marge, qui suivait des cours à l'université, avait des sentiments amoureux pour l'un de ses professeurs. On apprend aussi que Homer est devenu diabétique de type 1 à la suite d'un excès de Frappuccino (café à la glace) et cela alors que Marge est convaincue qu'il se drogue à l'héroïne alors qu'il se pique à l'insuline.

## Références culturelles

L'iconoclaste Professeur Auguste définit lors de son cours les Founding Fathers of the United States (Pères fondateurs des États-Unis) comme : « blancs, propriétaires et de sexe masculin ». Et il ose écrire "EVIL", (Le Mal) sur une reproduction du fameux tableau de John Trumbull représentant la déclaration d'indépendance (4 juillet 1776)

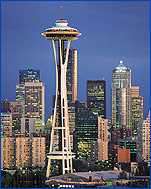
Panorama de Seattle (un jour de beau-temps) : buildings et la Space Needle construite pour la Century 21 Exposition de 1962.